# 937

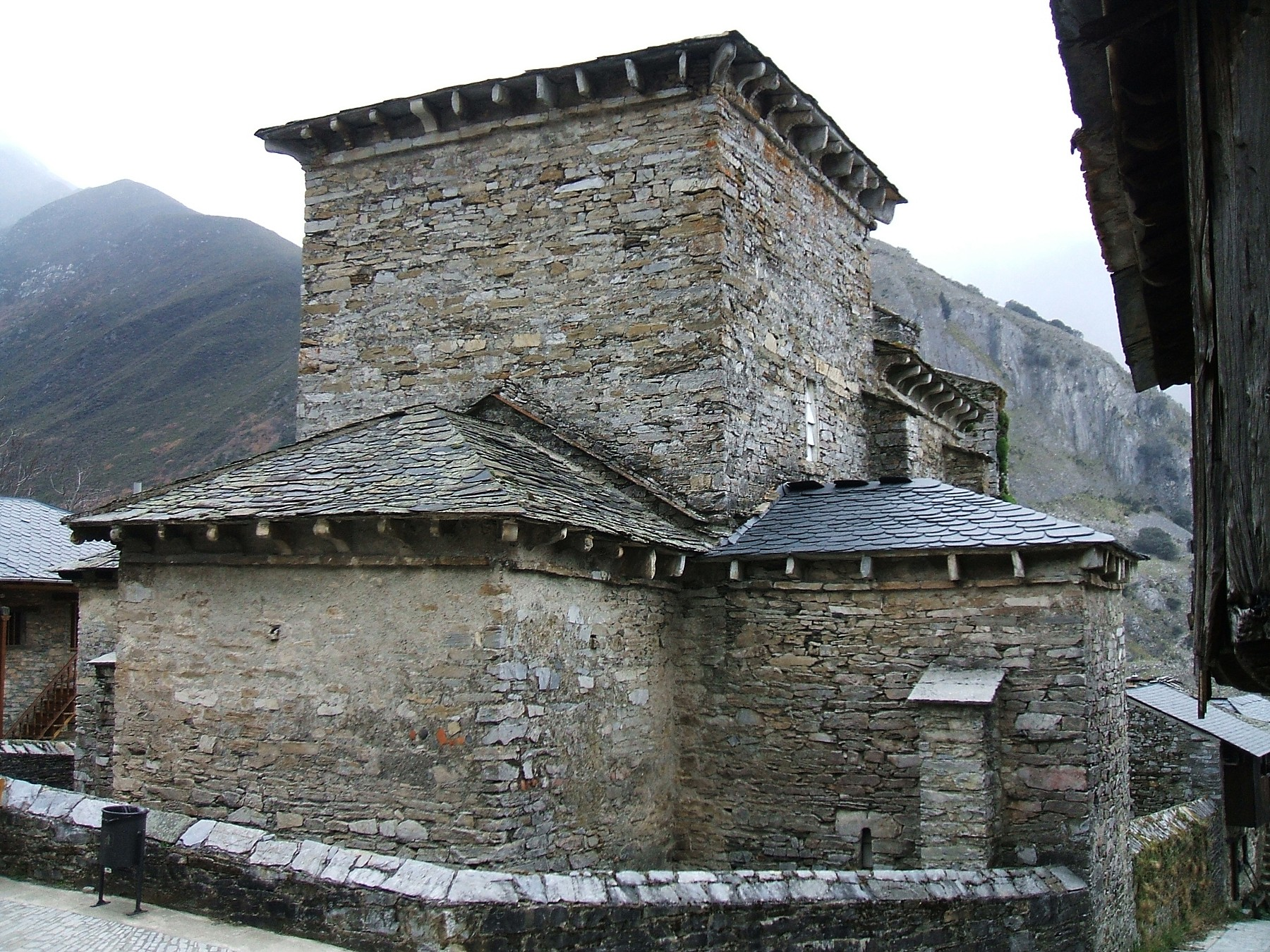
De kerk van Peñalba de Santiago, gebouwd in 937

Het jaar 937 is het 37e jaar in de 10e eeuw volgens de christelijke jaartelling.

## Gebeurtenissen
- Slag bij Brunanburh: Athelstan verslaat een verbond van Keltische en Vikingvorsten, onder wie Olaf Ghutfrithson van Dublin, Constantijn II van Schotland en Owen van Strathclyde. Heel Engeland valt nu onder de macht van Wessex.
- Generaal Kieu Cong Tien doodt gouverneur-heerser Duong Dinh Nge en neemt de macht in Vietnam over.
- Soembat I volgt David II op als koning van Kartli.
- Koenraad volgt zijn vader Rudolf II op als koning van Opper-Bourgondië.
- Everhard volgt zijn vader Arnulf I op als hertog van Beieren. Hij komt al snel in conflict met koning Otto I die de autonomie van het hertogdom wil inperken.
- Gero wordt benoemd tot markgraaf van de Saksische Oostmark. (vermoedelijke datum)
- Slag bij Lough Ree: De Vikingen van Limerick verslaan die van Dublin.
- Alan II van het huis Nantes volgt Juhe van het huis Rennes op als koning van Bretagne.
- Frederik volgt Hildebert op als aartsbisschop van Mainz.
- Ato II volgt Ato I op als burggraaf van Albi.
- 12 december - Hugo van Arles trouwt met Bertha van Zwaben.
- Hugo de Grote trouwt met Hedwig van Saksen.
- Voor het eerst genoemd: Mariakerke.

## Geboren
- Gu Hongzhong, Chinees kunstschilder (overleden 975)
- Johannes XII, paus van Rome (waarschijnlijke datum)
- Willem IV, hertog van Aquitanië (overleden 995)

## Overleden
- 31 mei - Hildebert, aartsbisschop van Mainz (927-937)
- 11 juli - Rudolf II, koning van Bourgondië (912-937) en Italië (923-926)
- 14 juli - Arnulf I, hertog van Beieren (907-937)
- Abbo van Soissons, Frankisch bisschop en kanselier
- Ermengard, graaf van Rouergue en Quercy (906-937)
- Duong Dinh Nge, gouverneur van Vietnam (931-937)